# North American X-15
North American X-15 je bilo ameriško raketno letalo letalskega proizvajalca North American Aviation. Letalo je bilo verjetno najpomembnejše preskusno letalo Vojnega letalstva in Vojne mornarice ZDA v nizu letal X. X-15 je podrl veliko hitrostnih in višinskih rekordov in je celo dosegel rob vesoljskega prostora. Podatki s poletov z X-15 so prispevali k poznejšemu razvoju letal in vesoljskih plovil/ladij.

## Zanimivosti o X-15
- dvainšestdeseti polet (preskusnega letala) X-15 je bil tretji podorbitalni polet (sedmi polet s človeško posadko)
- sedeminsedemdeseti polet X-15 je bil četrti podorbitalni polet (enajsti polet s človeško posadko)

## Piloti X-15[1]
| Pilot                                        | Služba                  | Σ pol. | Ves. pol. po USAF | Ves. pol. po FAI | Najv. Mach. št. | Najv. hitr. [km/h] | Najv. višina [m] |
| -------------------------------------------- | ----------------------- | ------ | ----------------- | ---------------- | --------------- | ------------------ | ---------------- |
| Michael James Adams (1930 – 1967)            | Vojno letalstvo ZDA     | 7      | 1                 | 0                | 5,59            | 6151               | 81.077           |
| Neil Alden Armstrong (1930 – 2012)           | NASA                    | 7      | 0                 | 0                | 5,74            | 6420               | 63.246           |
| Albert Scott Crossfield (1921 – 2006)        | North American Aviation | 14     | 0                 | 0                | 2,97            | 3154               | 24.725           |
| William Harvey »Bill« Dana (1930 – )         | NASA                    | 16     | 2                 | 0                | 5,53            | 6272               | 93.543           |
| Joseph »Joe« Henry Engle (1932 – )           | Vojno letalstvo ZDA     | 16     | 3                 | 0                | 5,71            | 6257               | 85.527           |
| William Joseph »Pete« Knight (1929 – 2004)   | Vojno letalstvo ZDA     | 16     | 1                 | 0                | 6,70            | 7274               | 85.496           |
| John Barron McKay (1922 – 1975)              | NASA                    | 29     | 1                 | 0                | 5,65            | 6217               | 90.099           |
| Forrest Silas Petersen (1922 – 1990)         | Vojna mornarica ZDA     | 5      | 0                 | 0                | 5,3             | 5794               | 31.029           |
| Robert Aitken Rushworth (1924 – 1993)        | Vojno letalstvo ZDA     | 34     | 1                 | 0                | 6,06            | 6466               | 86.868           |
| Milton Orville »Milt« Thompson (1926 – 1993) | NASA                    | 14     | 0                 | 0                | 5,48            | 5993               | 65.258           |
| Joseph Albert »Joe« Walker (1921 – 1966)     | Vojno letalstvo ZDA     | 25     | 3                 | 2                | 5,92            | 6605               | 107.960          |
| Robert Michael White (1924 – )               | Vojno letalstvo ZDA     | 16     | 1                 | 0                | 6,04            | 6587               | 95.936           |